# Ère Jōgen (Kamakura)
L'ère Jōgen (承元) est une des ères du Japon (年号 nengō lit. « nom de l'année ») après l'ère Ken'ei et avant l'ère Kenryaku. Cette ère couvre la période allant du mois d'octobre 1207 au mois de mars 1211. Les empereurs régnants sont Tsuchimikado-tennō (土御門天皇) et Juntoku-tennō (順徳天皇).

## Changement d'ère
- 1207 Jōgen gannen (承元元年?); 1207 : Le nom de la nouvelle ère est créé pour marquer un événement ou une succession d'événements. La précédente ère se termine quand commence la nouvelle, en Ken'ei 2, le 25e jour du 10e mois de 1207[3].

## Événements de l'èreJōgen
- 1208 (Jōgen 2, 6e mois) : L'empereur se rend au sanctuaire Kumano Shrine[4].
- 1210 (Jōgen 4, 5e mois) : L'empereur retourne au sanctuaire Kumano[5].
- 1210 (Jōgen 4, 6e mois) : L'empereur accepte la présence à la cour de Hideyasu, prince de Kazusa[5].
- 1210 (Jōgen 4, 8e mois) : L'empereur visite le sanctuaire Kasuga-taisha[5].
- 1210 (Jōgen 4, 9e mois) : Une comète avec une très longue queue apparaît dans le ciel nocturne[5].
- 1210 (Jōgen 4, 25e jour du 11e mois) : Durant le douzième année du règne de Tsuchimikado-tennō (土御門天皇12年), l'empereur abdique sans raison particulière et la succession (senso) est reçue par son jeune frère, deuxième fils de l'ancien empereur Emperor Go-Toba. Peu après, l'empereur Juntoku est déclaré avoir accédé au trône (sokui)[6].

| Jōgen     | 1re  | 2e   | 3e   | 4e   | 5e   |
| Grégorien | 1207 | 1208 | 1209 | 1210 | 1211 |